# Chillanes
Chillanes är en ort i Ecuador.   Den ligger i provinsen Bolívar, i den centrala delen av landet, 200 km söder om huvudstaden Quito. Chillanes ligger 2 346 meter över havet och antalet invånare är 2 336.
Terrängen runt Chillanes är huvudsakligen bergig, men den allra närmaste omgivningen är kuperad. Runt Chillanes är det ganska glesbefolkat, med 35 invånare per kvadratkilometer. Det finns inga andra samhällen i närheten. Omgivningarna runt Chillanes är en mosaik av jordbruksmark och naturlig växtlighet.